# Macintosh IIci

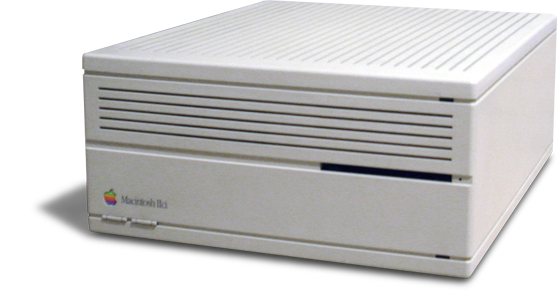

El Apple Macintosh IIci fue un computador de Apple Inc. lanzado el 20 de septiembre de 1989.

## Características Técnicas[1]
- Procesador: Motorola 68030 de 25 MHz.
- Memoria RAM: 4MB expansible a 32 MB.
- Memoria ROM: 512K.
- Unidad interna de Disquetes: Superdrive.
- Disco duro Interno: 40MB o 80MB.
- Monitores Compatibles: 12 Color, 12 Monocromático, 13 Hi-Res Color, Pantalla Vertical.
- Ranuras de expansión: 3 ranuras NuBus, Ranura, SRAM Caché.
- Puertos Estándar: Unidad de Disquetes, 2 Puertos Seriales, 2 Puertos ADB, Puerto SCSI, Salida Estereofónica
- Características Adicionales: PMMU, Coprocesador 68882.